# Claire Nouvian
Pour les articles homonymes, voir Nouvian.
Claire Nouvian est une militante écologiste française, née le 19 mars 1974 à Bordeaux, ancienne journaliste, productrice, réalisatrice de documentaires animaliers et scientifiques. En 2004, elle fonde l'association BLOOM dont elle est la présidente. Elle est l'autrice du livre Abysses et commissaire de l'exposition du même nom.
En 2018, elle cofonde le parti politique Place publique, avant de le quitter dès l'année suivante.

## Biographie

### Origines et formation
Claire Nouvian naît le 19 mars 1974 à Bordeaux. Elle est la petite-fille de Pierre Péricard, maire de Civaux dans la Vienne. Il est à l'instigation de l'installation d'une centrale nucléaire dans sa commune.
Dans son enfance, elle voyage en suivant ses parents, son père étant cadre chez Total. Lors du divorce de ceux-ci, elle suit à Hong Kong sa mère, qui y dirige une entreprise textile. Dans un entretien, elle évoque sa détestation de l'école au cours de son enfance, ses difficultés émotionnelles et son hypersensibilité, liée à une précocité non détectée. À l'âge de 35 ans, elle suit une psychanalyse pendant sept ans. Elle parle six langues dont le russe. Elle est diplômée d'histoire de l’université Paris-Sorbonne en France.

### Parcours
Elle est dans un premier temps journaliste, productrice et réalisatrice dans l’audiovisuel. Elle travaille sur une suite de films pour Télé Images Nature. La visite à l’aquarium de Monterey en Californie, en 2001, et les images des créatures vivant 4 000 m sous la surface de l’océan, constituent pour elle un tournant. Elle se focalise sur la protection des océans et la défense de la faune marine.
Elle écrit deux documentaires primés, dont Expeditions dans les Abysses, en suivant une expédition scientifique menée par le chercheur excentrique Craig Smith. En 2004, Claire Nouvian fonde et devient directrice de BLOOM, association loi de 1901 qui milite pour la protection des écosystèmes marins.
En 2006 le livre Abysses, traduit en dix langues, est plusieurs fois primé. En 2007, elle monte l’exposition du même nom au Muséum national d'histoire naturelle, présentant une grande variété d'animaux abyssaux. L’exposition, dont elle est commissaire, voyage dans plusieurs pays,.
Puis elle devient militante écologiste en s’engageant contre l’exploitation des océans. Elle œuvre à sensibiliser le public et les autorités aux problèmes posés par l’exploitation d’espèces et de milieux marins vulnérables tels que les requins et les océans profonds. Elle est une défenseuse des océans et des équilibres socio-économiques qui en dépendent, notamment de la pêche artisanale, qu'elle juge laissée pour compte des décisions publiques. Son implication, avec un groupe d’ONG, dans le Grenelle de la mer a conduit à des avancées notables pour la conservation du milieu marin, telle que l’engagement de la France de protéger 20 % de son territoire maritime d’ici 2020,. Elle s’attaque à la pêche électrique et dépose plainte contre les Pays-Bas, qui en sont adeptes pour les poissons des fonds marins. En janvier 2018, après une forte médiatisation, le Parlement européen bloque la généralisation de cette technique en Europe.
Fin octobre 2018, elle participe à la fondation de Place publique, parti politique « citoyen, écologiste et solidaire », avec l'essayiste Raphaël Glucksmann,. Elle forme un tandem avec ce dernier pour présenter une liste aux élections européennes de 2019, dans laquelle elle ne se place qu'en position non éligible. Elle s'engage dès lors dans le combat politique, tout en refusant de participer à ce qu'elle appelle la lutte « entre les égos surdimensionnés » qui y règne.
Invitée le 6 mai 2019 sur le plateau de CNews pour l'émission de débat L'Heure des pros animée par Pascal Praud, en réponse à une question provocante, Claire Nouvian dénonce un discours ambiant de nature « climato-sceptique » de la part de l'animateur et de la polémiste Élisabeth Lévy habituée de l'émission. Elle juge « complètement taré » de remettre en cause les conséquences et les causes du réchauffement climatique, tandis que Pascal Praud déclare que Claire Nouvian donne une image « hystérique » de sa pensée. Dans une séquence d'images vidéo sélectionnées à partir de l'émission et publiée sur Twitter, avant d'en être retirée, Claire Nouvian évoque la « misogynie » du plateau, un « guet-apens de climatosceptiques » et dénonce un « négationnisme climatique ». A la suite de cette émission polémiste, et de la diffusion de la vidéo virale éphémère qui s'en est suivie, le CSA reçoit une centaine de plaintes pour le traitement réservé à Claire Nouvian durant l'émission. Il n'est toutefois pas possible de savoir si les auteurs de ces plaintes ont regardé l'émission polémique dans son ensemble ou seulement les séquences montrées dans la vidéo,.
Au début de l'été 2019, elle quitte le comité exécutif de Place publique, et coupe tout contact avec l'organisation. Après Thomas Porcher, c'est le deuxième départ d'un cofondateur du parti, environ un an après son lancement. Elle fait part de regrets devant l'échec de cet engagement, qu'elle juge totalement dénaturé au regard de l'idée première qui l'a constitué. Elle dénonce la récupération du mouvement par des politiques professionnels issus du Parti socialiste et déclare que Place publique n'a pas réussi à se garder de vieux procédés pour écarter les contradicteurs internes. Tout en précisant que les députés élus sont « tout à fait corrects », elle constate que les systèmes politiques en général restent inchangés, condamnés à la médiocrité et au clientélisme,. Claire Nouvian annonce son renoncement à tout engagement politique s'avouant incompatible avec les « tambouilles politiques » au regard de ses conceptions de l’honnêteté et de l'intégrité. Elle décide toutefois de poursuivre son engagement pour l'environnement au travers de l’association BLOOM.
En juin 2025, elle porte plainte après l'intimidation et le saccage dont elle est victime à son domicile. Elle met en cause une campagne de dénigrement menée par les milieux de la pêche industrielle,.

### Distinctions
Claire Nouvian est l'une des six lauréates et lauréats (un par continent) du prix Goldman pour l'environnement 2018, une des plus hautes distinctions dans le domaine environnemental, pour son combat gagné en 2016 contre le chalutage en eaux profondes dans les eaux de l'Union européenne.
En 2012, elle reçoit le trophée des femmes en or, catégorie « femme en or de l’environnement ».
En 2013, elle est reçue dans l'Ordre national du Mérite

## BLOOM
Claire Nouvian a fondé en 2004, BLOOM, association loi de 1901 qui milite pour la protection des écosystèmes marins. Elle en est la présidente d'honneur. Cette association a, à l'origine, pour but de relayer son combat, au moyen de l'éducation et de la sensibilisation du grand public. L'association lutte notamment contre la pêche en eaux profondes.

## Filmographie
- Expédition dans les abysses (2004) auteur/réalisatrice, documentaire scientifique de 52 min (Ex Nihilo/Arte/Ifremer/Science Channel), prix du meilleur documentaire d’aventure au Festival Mondial du Film d’Aventure Amazonas au Brésil (Manaus, Brésil, novembre 2005)
- Océanautes (2004) auteur/réalisatrice, conception et écriture originale du documentaire de 52 min (Ex Nihilo/Arte/Ifremer). Premier prix du festival Pariscience (oct. 2005)
- Microcéan (2003) auteur, film unitaire panoramique de 12 min (Nature Prod/Océanopolis), documentaire réalisé par Allain Bougrain-Dubourg, présenté par Jacques Perrin à Océanopolis, Brest
- Les Nuits Sauvages (2002) productrice, série animalière 3 × 52 min (Télé Images Nature/France 2), épisode sous-marin « Une Nuit sous la Mer » reçoit l’Ancre d’Argent et le Prix François de Roubaix (meilleure musique de film) au 34e Festival International du Film Maritime de Toulon (oct. 2002), ainsi que la Palme de Bronze au 29e Festival International de l’Image Sous-Marine d’Antibes (novembre 2002)
- Les Anasazis, un peuple disparaît (2000) productrice exécutive, documentaire archéologique 52 min (Télé Images Nature/France 2)
- Chroniques de la Jungle Perdue (2000) productrice exécutive, série animalière 6 × 52 min (Télé Images Nature/France 3)
- Les Intrus (1999) coordinatrice de production/journaliste, série animalière scientifique 12 × 26 min (Télé Images Nature/La Cinquième)
- Les Nouveaux Sanctuaires (1998) assistante de production, Télé Images Nature, gestion des tournages de la série 12 × 26 min (Télé Images Nature/La Cinquième).

## Publications

### Ouvrages
- Abysses, Fayard, 2006, 122 p. (ISBN 978-2-213-62573-7), tiré à 150 500 exemplaires (français, allemand, italien, anglais, espagnol, portugais, japonais, polonais, coréen (publication à venir), chinois (simplifié et traditionnel, deux éditions) et russe (chez Eksmo en 2012)). Quatre prix internationaux[9].
- Illustration d’une monographie de l’artiste Claire Basler, Éditions EFE, parution 2 avril 2008. Livre bilingue français/anglais  (ISBN 978-2-915661-15-6).
- Rédaction de quatre pages pédagogiques dans le livre-disque Les Symphonies subaquatiques, conte musical écologique paru en 2015 aux éditions des braques.

### Conférence
- « Plongée dans les abysses », conférence de Claire Nouvian, Les Mardis de l'Espace des sciences, octobre 2007 [vidéo]

### Articles
- (en) Can ecosystem-based deep-sea fishing be sustained? (2011)[39]
- (en) Sustainability of deep-sea fish species under the European Union Common Fisheries Policy (2012)[40]
- (en) A review of formal objections to Marine Stewardship Council fisheries certifications (2013)[41]
- (en) Survey on shark consumption habits and attitudes in Hong Kong (2015)[42]